# Asociación Internacional de Mujeres Juezas
La Asociación Internacional de Mujeres Juezas (IAWJ), International Association of Women Judges en inglés, es una organización no gubernamental sin ánimo de lucro fundada en 1991 cuyos miembros son juezas de todo el mundo comprometidas con la justicia igualitaria para las mujeres.

## Historia
La IAWJ se fundó en 1991 después de que cincuenta juezas de todo el mundo fueran invitadas a participar en la reunión del décimo aniversario de la Asociación Nacional de Mujeres Juezas de Estados Unidos. Se decidió que la discriminación de género en el poder judicial era más fácil de combatir con la formación de una alianza internacional. En octubre de 1991, juezas de 15 países aprobaron la constitución inaugural de la IAWJ. Su primera reunión se celebró en octubre de 1992 y congregó en San Diego a 82 juezas de 42 países diferentes. El tema que más les interesaba era la violencia doméstica. Las juezas patrocinaron talleres y conferencias en todo el mundo para enseñar la prevalencia de la violencia doméstica, cómo prevenirla y cómo promulgar leyes que la tipificaran como un delito con penas establecidas. La IAWJ también emprendió un proyecto para educar a los jueces sobre cómo aplicar los instrumentos internacionales de derechos humanos a los casos que afectan a las mujeres en los tribunales locales. La primera presidenta de la IAWJ fue Arline Pacht. En mayo de 1994 celebró en Roma una conferencia sobre la violencia doméstica.
En 2010, cuando la baronesa Hale del Reino Unido fue elegida presidenta de la IAWJ, ésta contaba con más de 4.000 miembros de más de 90 países. En 2017, tenía más de 5.000 miembros. En 2019, contaba con más de 6.000 miembros.

## Estructura y programas
La IAWJ tiene su sede en Washington D. C. y es una organización no gubernamental sin fines de lucro. Sus miembros representan a todos los niveles de la judicatura en todo el mundo. Pretende ser pionera en programas de educación judicial para hacer avanzar los derechos humanos, erradicar los prejuicios de género de los sistemas judiciales y promover el acceso de las mujeres a los tribunales. Cuenta con una Junta Directiva de diez miembros y un Consejo Ejecutivo de siete miembros.
La IAWJ celebra una conferencia bienal en la que se eligen los nuevos miembros de la junta directiva. La conferencia general de la IAWJ de 2023 se celebró en Marrakech, del 11 al 15 de mayo.
Presidentas

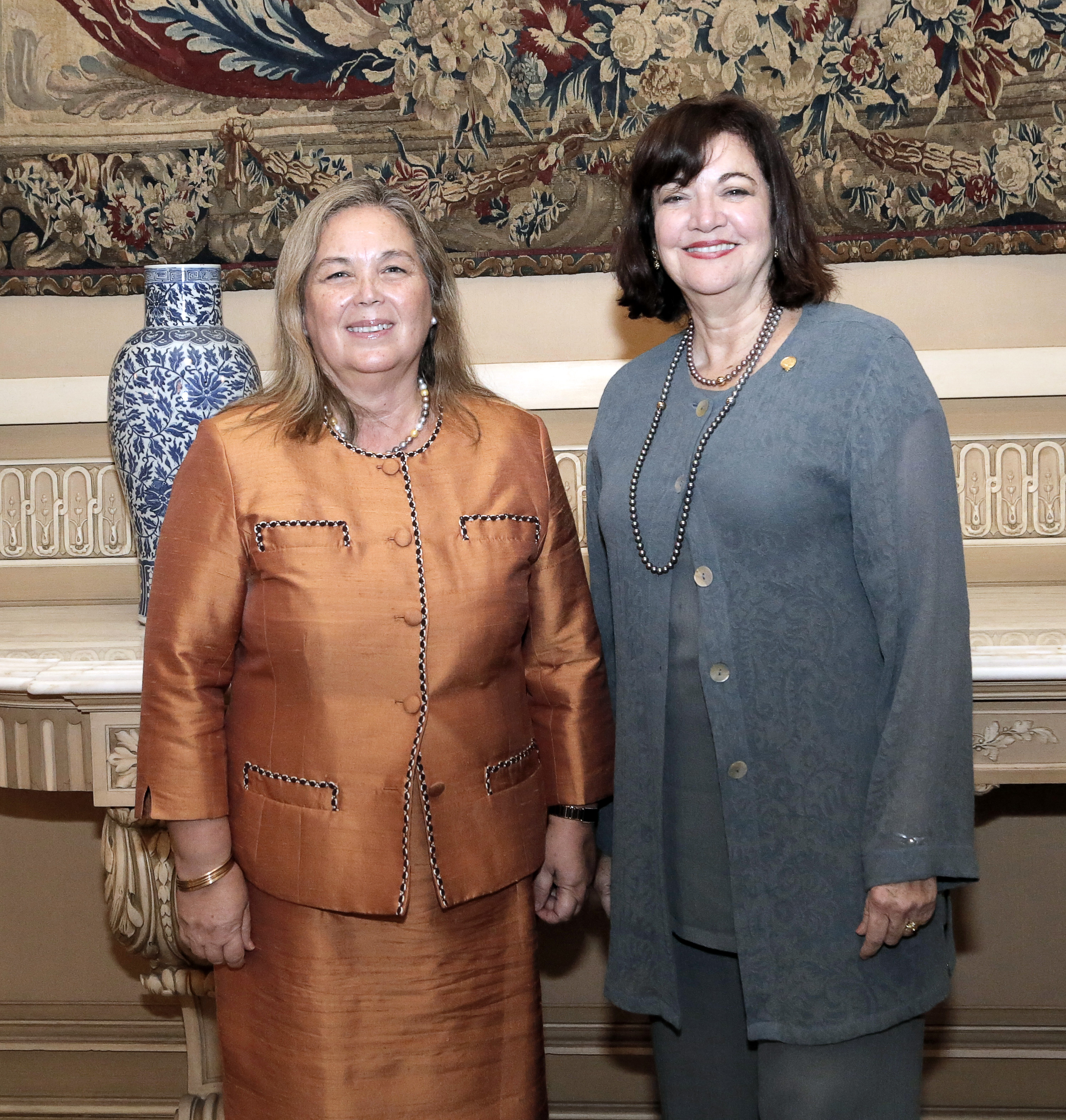
Susana Medina (izquierda) transfiriendo la presidencia de la Asociación Internacional de Mujeres Juezas a Vanessa Ruiz (derecha), en Argentina en 2018.

- Arline Pacht, Estados Unidos, 1992-1994
- Pacita Cañizares-Nye, Filipinas, 1994-1996
- Susan Devine, Canadá, 1996-1998
- Carmen Argibay, Argentina, 1998-2000
- Mella Carroll, Irlanda, 2000-2002
- Laeticia Kikonyogo, Uganda, 2002-2004
- Jane Mathews, Australia, 2004-2006
- Graciela Dixon, Panamá, 2006-2008
- Leslie Alden, Estados Unidos, 2008-2010
- Brenda Hale, Reino Unido, 2010-2012
- Eusebia Munuo, Tanzania, 2012-2014
- Teresita de Castro, Filipinas, 2014-2016
- Susana Medina de Rizzo, Argentina, 2016-2018
- Vanessa Ruiz, Estados Unidos, 2018-2020
- Susan Glazebrook, Nueva Zelanda, 2020 - 2022
- Binta Nyako, Nigeria, presidenta electa

Programas
IAWJ trabaja en 6 temas principales :
- Promoción del liderazgo de las mujeres en el derecho
- Poner fin a la violencia de género
- Reforzar la integridad judicial
- Lucha contra la sextorsión
- Promoción de la justicia inclusiva
- Lucha contra la trata de personas

A la IAWJ se le atribuye la creación del término sextorsión en 2009 para describir la forma generalizada de explotación sexual que se produce cuando personas en posiciones de autoridad obtienen favores sexuales a cambio de algo que está en su poder otorgar o retener. La IAWJ también publicó un conjunto de herramientas para concienciar sobre la sextorsión y proporciona las “herramientas” -orientación, información y recursos- con las que hacer frente a una forma de corrupción omnipresente, pero a menudo oculta, que degrada a sus víctimas y socava las instituciones sociales en todo el mundo.
La IAWJ trabaja con asociaciones nacionales de cinco regiones para desarrollar y poner en práctica la formación sobre cuestiones relativas a la discriminación y la violencia contra las mujeres, incluida su iniciativa de formación judicial, el Programa Jurisprudencia de la Igualdad. A través de su Programa Hacia una Jurisprudencia de Igualdad (JEP), la Asociación Internacional de Mujeres Juezas y sus asociaciones nacionales de juezas asociadas han permitido a jueces y magistrados de África y América Latina aplicar eficazmente la Convención sobre la eliminación de todas las formas de discriminación contra la mujer (CEDAW). En 2021, la IAWJ se comprometió a rescatar y reubicar a las juezas afganas en peligro.

## Reconocimientos
- En 2022, el Comité de Rescate de Juezas Afganas de la IAWJ recibió el Premio de la Global Partnership PILnet, una organización no gubernamental global que crea oportunidades para el cambio social colaborando con abogados privados y de interés público para proporcionar asistencia jurídica gratuita y de alta calidad a organizaciones de la sociedad civil. El PILnet Global Partnership Award reconoce el mejor y más innovador proyecto legal pro bono llevado a cabo como una colaboración intersectorial con un impacto sentido en más de un país.[15]
- En 2023, el Instituto Judicial Bolch designó a la Asociación Internacional de Mujeres Juezas (IAWJ) ganadora del Premio Bolch al Estado de Derecho en reconocimiento a los notables esfuerzos de la organización para evacuar, apoyar y reasentar a juezas afganas que, debido a su género y a su trabajo como juezas, se  han enfrentado a la persecución y violencia desde que los talibanes tomaron el control del país a finales de 2021.[16]